# Jean Lefranc
Pour les articles homonymes, voir Lefranc.
Ne doit pas être confondu avec Jean Lefranc (1898-1973), homme politique français.
Jean Lefranc, né le 4 septembre 1927 et mort le 17 juillet 2015, est un philosophe, auteur, et maître de conférences à l'Université de Paris-Sorbonne.
Il a contribué à la fondation, en tant que président, puis vice-président, de l’Association internationale des professeurs de philosophie (AIPPh) dont les statuts ont été enregistrés le 7 novembre 1974.

## Biographie
Reçu au CAPES de philosophie en 1954, Jean Lefranc a enseigné au lycée de La Rochelle (de 1954 à 1957), puis au lycée d’Arras. Après l’agrégation, obtenue en 1958, il est nommé en classes préparatoires au lycée du Mans (de 1960 à 1965), puis au lycée Honoré de Balzac et au lycée Henri IV à Paris (de 1965 à 1969). À partir de 1969, il enseigne à l’Université de Paris IV, comme assistant jusqu’en 1986, puis comme maître assistant et maître de conférences. Il y exercera en plus des responsabilités, comme membre du Conseil de l’Université (1970-1992), directeur adjoint de l’UER de philosophie et directeur du premier cycle (1982-1990, et de directeur de l’UFR de philosophie (1990-1992).
En outre, il a été élu au Conseil national des universités (17e section) de 1984 à 1987, et au Conseil national de l’enseignement supérieur et de la recherche, de 1983 à 1989, où il a siégé comme membre de la commission permanente. Il a participé à divers jurys de concours : le Concours général (1968-1969), le CAPES de philosophie (1958, 1969, 1970, 1971), le concours d’entrée à l’École normale supérieure d’Ulm-Sèvres (1986-1992).